# Christophe Rasch
Pour les articles homonymes, voir Rasch.
 (juillet 2020).
Si vous disposez d'ouvrages ou d'articles de référence ou si vous connaissez des sites web de qualité traitant du thème abordé ici, merci de compléter l'article en donnant les références utiles à sa vérifiabilité et en les liant à la section « Notes et références ».
Christophe Rasch, né le 5 septembre 1967, est un directeur de PME d'origine suisse et néo-zélandaise qui investit dans les médias et le marketing digital.
Après avoir créé les activités digitales et interactives de la Radio télévision suisse (RTS) en 2000, il a notamment conçu et lancé la chaîne de télévision d'information régionale La Télé qu'il a dirigée de 2008 à 2015. Aujourd'hui, il est le PDG du groupe MediaGo, spécialisé en stratégie digitale, génération de revenus en ligne et gestion de médias. Entre autres projets d'envergure, MediaGo a lancé en 2018 à Zürich la plateforme CNNMoney Switzerland en souscrivant un contrat de licence au groupe Turner. Il en a assumé le rôle de Président du conseil d'administration et de PDG jusqu'à la faillite de la société en 2020,.

## Formation
Christophe Rasch a suivi une formation de journaliste en Suisse, au Centre de Formation au Journalisme et aux Médias et à l'Université de Californie, Los Angeles.
Il a également parfait sa formation en accomplissant avec l'association mondiale des journaux le World media leaders program en 2003 auprès du Scandinavian International Management Institute, devenu la Copenhagen Business School.

## Parcours professionnel
Après avoir effectué son stage de journaliste entre 1987 et 1989 au sein de la rédaction du quotidien suisse romand 24 Heures, Christophe Rasch a rejoint le monde de l'audiovisuel en intégrant dès 1990 la rédaction de la Radio suisse romande (RSR) où il a occupé le poste de présentateur des journaux d'information, notamment de la tranche matinale 6h-8h. 
En 1992, il devient de journaliste-correspondant aux États-Unis, poste qu'il occupera pendant cinq ans. En poste à Los Angeles, il a travaillé pour divers médias dont la Radio Télévision Suisse, Le Matin et le Matin Dimanche, la BBC et France Info. Dans le cadre de sa couverture des activités de la Silicon Valley, Christophe Rasch a produit et réalisé une longue interview télévisée de Steve Jobs, fondateur d'Apple diffusée par la RTS Radio Télévision Suisse et France Télévisions. Il a aussi couvert les élections présidentielles américaines de 1992 et de 1996 en suivant les campagnes de Bill Clinton. 
De retour à Genève en 1997, Il est engagé par le département de l'information de la RTS Radio Télévision Suisse pour intégrer l'équipe de projet chargée de la numérisation de la chaîne nationale. Parallèlement, il assume la présentation et la production des éditions principales du téléjournal de la RTS, entre 1998 et 2000. 
Après avoir piloté le lancement des premiers sites internet d'information de la chaîne nationale, il rejoint en 2001 le groupe Edipresse. Il quitte le journalisme pour s'occuper du Business Development du groupe familial. En 2008 il est nommé pour concevoir et diriger le lancement d'une chaîne de télévision régionale romande. Il lancera La télé dix mois plus tard, en septembre 2009. 
En 2014, il abandonne la direction du média qu'il a créé alors que la chaîne accuse de lourdes pertes opérationnelles. 
Dès 2015, il se consacre à sa société digitale ProTV Ventures SA qui deviendra quelques mois plus tard MediaGo: une agence de communication spécialisée dans la création de contenus en Suisse romande.

## Rôles associatifs et professionnels
- 2011 - 2014 : Vice-Président de l'Association Télésuisse[12].
- 2012 - 2014 : Membre de la Fondation Médiapulse.
- 2013 - 2014 : Membre du Jury du Prix Suisse des Médias - Fondation Reinhardt von Graffenried.
- 2013 - 2014 : Vice-Président de la Cofem/Emek - Commission Fédérale des Médias[13].